# РДГ-2
РДГ-2 — советская ручная дымовая граната, предназначенная в качестве индивидуального средства для создания зон задымления с целью маскировки отдельных огневых точек, мелких подразделений, ослепления противника, а также для имитации пожара в боевой технике. Может также применяться для обозначения мест посадки вертолётов и указания для них направления и силы ветра.

## Варианты

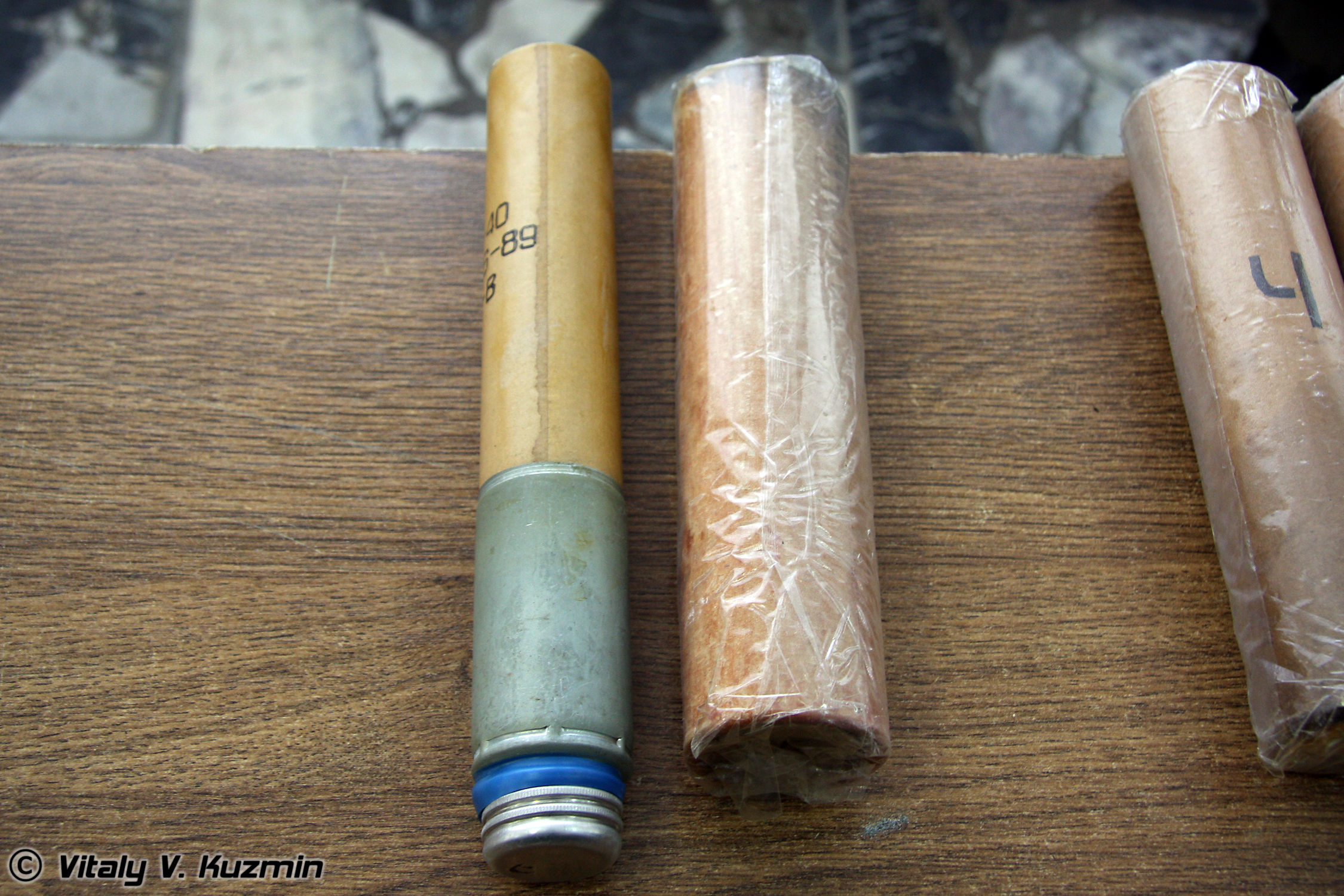
СХТ-40 и дымовые гранаты РГД-2Б и РДГ-2Ч

Граната выпускается в четырёх вариантах — РДГ-2Б, РДГ-2Ч, РДГ-2Х и РДГ-2П.
- РДГ-2Б. Дым белого цвета. В качестве дымообразующего средства используется антраценовая смесь.
- РДГ-2Ч. Дым чёрного цвета. В качестве дымообразующего средства используется антраценовая смесь. Предназначена, в основном, для имитации пожара техники.
- РДГ-2Х. Дым белого цвета. В качестве дымообразующего средства используется металлохлоридная смесь.
- РДГ-2П. Дым белого цвета. В качестве дымообразующего средства используется металлохлоридная смесь. От РДГ-2Х она отличается временем разгорания и длительностью дымообразования.

РДГ-2Б и РДГ-2Ч зажигаются от встроенной запал-спички; для приведения гранаты в действие нужно снять боковые крышки с помощью тесёмок и чиркнуть тёркой по головке запала, чтобы он загорелся. Можно также зажечь запал от обычной спички или зажигалки. После этого гранату можно бросать. Антраценовая смесь белого дыма состоит из антрацена, бертолетовой соли, хлористого аммония. Смесь чёрного дыма состоит только из антрацена и бертолетовой соли.

РДГ-2Х и РДГ-2П вместо запал-спички имеют тёрочный воспламенитель. Для приведения их в действие достаточно после снятия боковых крышек резко дёрнуть за тесьму запального приспособления. Обычно это делается вместе с броском гранаты: тесьму запального приспособления надевают на кисть или пальцы и, задержав её в руке, бросают гранату. Металлохлоридная дымовая смесь состоит из гексахлорэтана, порошка алюминия, окиси цинка (окислов железа).
- РДГ-У (с 2022  г.) — для маскировки личного состава и техники в инфракрасном диапазоне[2][3].

## Описание
Граната представляет собой картонный цилиндрический корпус желто-коричневого цвета диаметром 5 см и высотой 21,5 см. Вес гранаты 500—600 гр. 
Время разгорания до 15 секунд, время интенсивного дымовыделения 60-75 секунд. 
При средних метеоусловиях одна граната РДГ-2Б даёт непросматриваемое облако белого дыма длиной около 20 метров, а граната РДГ-2Ч облако дыма чёрного цвета длиной до 10-15 метров.
С обеих торцов гранаты завальцованы две картонные крышки. С нижнего конца гранаты под крышкой в диафрагме имеются отверстия для выхода дыма, в верхнем конце под крышкой уложена воспламенительная тёрка, а в диафрагму вставлен запал-спичка и имеются отверстия для выхода дыма.
Антраценовые смеси состоят из антрацена (С14Н10), хлористого аммония и бертолетовой соли. При горении антраценовой смеси часть антрацена сгорает за счёт кислорода бертолетовой соли, при этом выделяется значительное количество тепла. Остальной антрацен возгоняется (сублимирует), и после конденсации в холодном воздухе превращается в дым. Хлористый аммоний при высоких температурах, образующихся при горении антрацена, разлагается на аммиак и хлористый водород (термическая диссоциация). В холодном воздухе оба эти вещества соединяются вновь с образованием хлористого аммония, образующего устойчивый аэрозоль. Таким образом, хлористый аммоний, наряду с антраценом, также является дымообразователем. Кроме того, хлористый аммоний препятствует воспламенению смеси. Температура горения дымосмеси этого типа — 350—400°. Антраценовыми смесями с различным соотношением компонентов в зависимости от назначения, снаряжаются ручные дымовые гранаты РДГ-2Ч с антраценовой смесью чёрного дыма, РДГ-2Б — белого дыма (смесь чёрного дыма состоит только из антрацена и бертолетовой соли); дымовые шашки ДМ-11, ШД-Б (шашка дымовая блочная), БДШ-5, БДШ-15 (большие дымовые шашки).

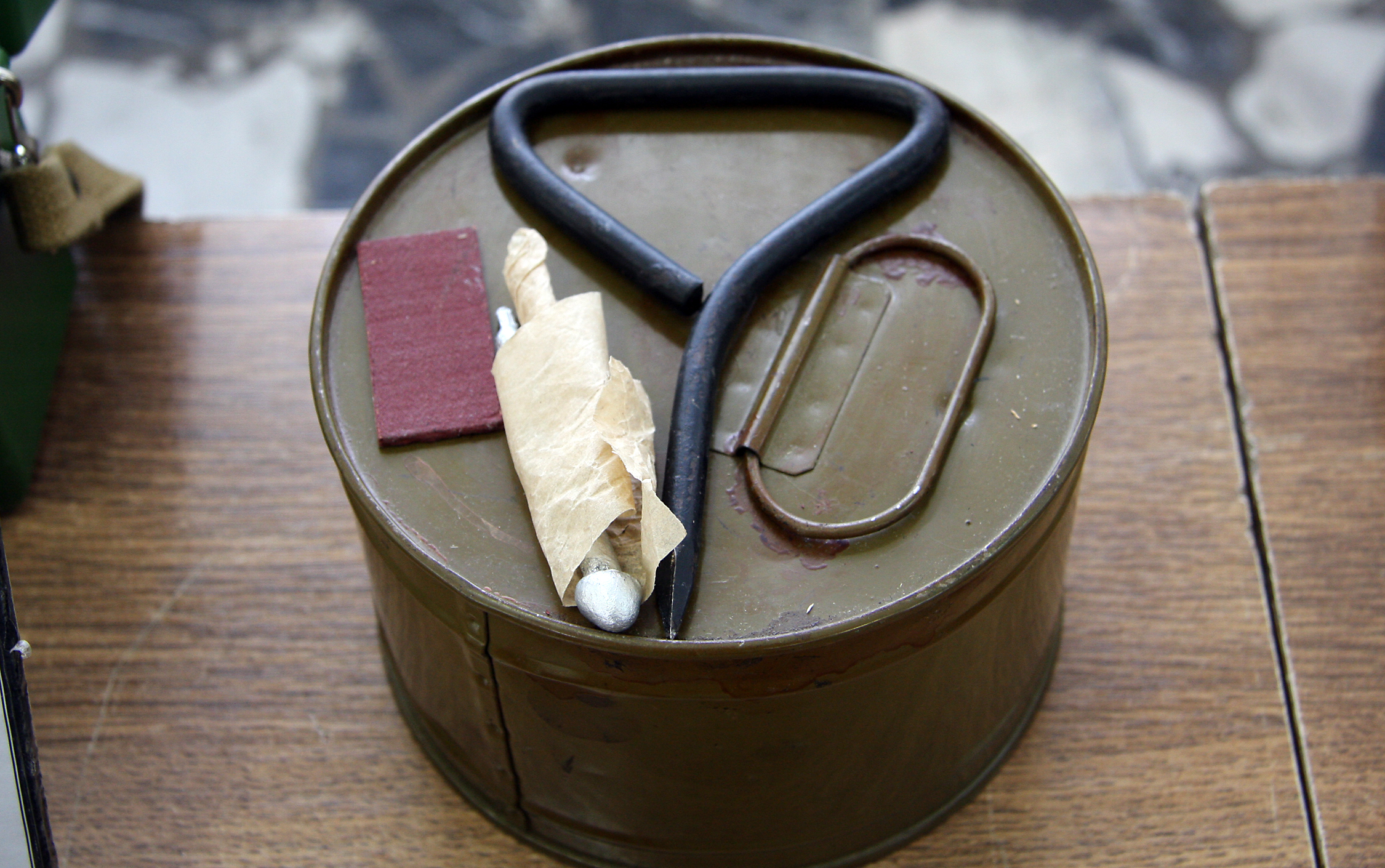
Дымовая шашка ДМ-11

Металлохлоридные смеси состоят из порошка алюминия, железной окалины (закиси окиси железа), гексахлорэтана С2Cl6. При поджоге металлохлоридной смеси с помощью запала, развивающего температуру около 1000°, протекают реакции между гексахлорэтаном и закисью окиси железа, между гексахлорэтаном и алюминием; FеО•Fе2О3 (Fе3O4) + С2Сl6 = FеСl3 + СО2 + СО + СОСl2 + С + Q 2Al + С2Сl6 = 2АlCl3 + 2С + Q Образующиеся хлориды окисного железа и алюминия возгоняются при температуре горения дымосмеси (300—1000°). Пары возогнанных хлоридов конденсируются в холодном воздухе после выхода из шашки (гранаты), образуя аэрозоль. Так как хлорное железо и хлористый алюминий весьма гигроскопичны, то в воздухе они взаимодействуют с влагой воздуха с образованием гидратов, которые, притягивая влагу, образуют капельки тумана. Роль алюминия помимо дымообразования состоит ещё в том, что он в значительной степени повышает температуру горения дымосмеси, так как при этом возможно и протекание реакции между закисью окиси железа и порошком алюминия так, как это происходит при горении термитной смеси. Особенность горения металлохлоридных смесей является то, что при этом образуется значительное количество фосгена, который может вызвать поражение людей, находящихся в дыму без противогазов. Металлохлоридными смесями снаряжаются ручные дымовые гранаты РДГ-II, РДГ-2х, дымовые шашки ДМХ-5, УДШ (унифицированная дымовая шашка).

## Применение
Для применения гранаты необходимо, потянув за нитки, удалить обе крышки, и специальной тёркой или же тёркой обычного спичечного коробка воспламенить головку запала-спички (у РДГ-2Х просто резко дёрнуть шнурок), и немедленно бросить или положить в необходимое место.
Следует иметь в виду, что через 2—3 секунды с момента воспламенения возможен взрыв гранаты, если не открыты отверстия для выхода дыма или же есть препятствие свободному выходу дыма. То же самое происходит, если пользоваться гранатой с истекшим сроком хранения (1 год). Взрыв не сильный, но, стоя ближе 1 метра от гранаты, можно получить ожоги. 
Горение отсыревшего дымсостава неустойчивое; для него характерно то почти полное затухание, то бурное выделение дыма вплоть до взрыва, причём эти явления перемежаются. Время горения такой гранаты может затягиваться до 10—15 минут.
Дым инертный, не ядовитый, не вызывающий раздражения глаз или органов дыхания, хотя и издаёт некоторый запах, похожий на запах дымовых гранат раздражающего действия. Причина в том, что и в тех и в других гранатах в качестве дымообразующего вещества используются одни и те же смеси, только в слезоточивые гранаты дополнительно добавляется ОВ раздражающего действия «адамсит». Гранаты раздражающего действия имеют на корпусе кольцевую синюю полосу и НЕ имеют маркировки «РДГ-2». Дым у таких шашек очень неплотный голубоватого цвета.